# Demetria
Demetria – żeński odpowiednik imienia Demetriusz. Znaczy "należący do Demeter".
Demetria imieniny obchodzi: 9 kwietnia i 21 czerwca.

## Osoby noszące to imię
- Demetria Rzymianka – święta katolicka, znana z apokryficznych Acta Bibianae seu Pimenii
- Demi Moore, właśc. Demetria Gene Guynes – amerykańska aktorka
- Demi Lovato, właśc. Demetria Devonne Lovato – amerykańska piosenkarka, aktorka